# Shqipran Skeraj
Shqipran „Chippo“ Skeraj (* 24. November 1985 in Prizren, SFR Jugoslawien, heute Kosovo) ist ein ehemaliger kosovarischer Fußballspieler.

## Karriere

### Als Spieler
Skerajs Familie war vor dem Bürgerkrieg im Kosovo geflohen, so dass er längere Zeit in Berlin lebte und bei NFC Rot-Weiß Berlin, NSC Marathon 02 und BSV Hürtürkel spielte. Nach seiner Rückkehr schloss er sich in seiner Heimat dem Topclub KF Prishtina an. Mit dem Verein gewann er die erste Meisterschaft des Kosovo nach der Unabhängigkeit des Landes. Er spielt auch in der nationalen Auswahlmannschaft, die aber von UEFA und FIFA noch nicht als offizielle Nationalmannschaft anerkannt ist. Im Sommer 2008 wechselte er auf Leihbasis für ein Jahr nach Deutschland in die 2. Bundesliga zur SpVgg Greuther Fürth. Im Sommer 2009 unterschrieb er bei der TuS Koblenz einen Einjahresvertrag bis zum 30. Juni 2010. Nach Ablauf seines Vertrages verließ er Koblenz und spielte nach einem kurzen Gastspiel in Schweden ab der Saison 2011/12 beim bayrischen Verein SC Eltersdorf, mit dem er im ersten Jahr in die neu gegründete Regionalliga Bayern aufstieg. Nachdem er 2014/2015 nur noch in der Reserve zum Einsatz gekommen war, wechselte Skeraj 2014 zum Lokalrivalen ATSV Erlangen, bei dem er bis heute aktiv ist und den er 2016 erstmals als Trainer übernahm und seine Karriere als Spieler beendete. 

### Als Trainer
Skeraj war von 2016 bis 2021 Trainer des ATSV Erlangen. Zur Saison 2024/25 kehrte er als Cheftrainer zum ATSV zurück.